# Beobachtung
Die Beobachtung ist die zielgerichtete, aufmerksame Wahrnehmung von Objekten, Phänomenen oder Vorgängen, gegebenenfalls unter Verwendung technischer Hilfsmittel. Im Gegensatz zu Messungen zielen Beobachtungen weniger auf quantitative Erfassung der Objekte als auf qualitative Daten.
Beobachtungen werden in fast allen wissenschaftlichen und technischen Disziplinen gemacht. Der vorliegende Artikel behandelt sie für die Bereiche der Naturwissenschaften, der empirischen Sozialforschung und als grundlegende Methode aller Erfahrungswissenschaft. Die wissenschaftliche Beobachtung soll objektiv und wiederholbar sein. Systematische, wiederholte und regelmäßige Beobachtung ist wesentlicher Bestandteil eines Monitoring.
Die Beobachtung als wissenschaftliche Methode ist von der naiven Alltagsbeobachtung zu unterscheiden: Die Alltagsbeobachtung ist tendenziell subjektiv und bedingt durch unmittelbare Bedürfnisse des Beobachters. Hingegen versucht die wissenschaftliche Beobachtung, systematisch und objektiv zu sein. Um diese Systematik zu erreichen, bedarf es eines Beobachtungsplanes und einer Organisation des Beobachtungsprozesses, in denen festgelegt wird,
1. was von wem, wann und wo beobachtet wird,
2. wie das Beobachtete zu protokollieren ist, und
3. ob das Beobachtete und dann in welcher Form interpretiert wird.

Unter Umständen sind die Beobachter intensiv zu schulen und vorzubereiten.
Sinnvoll sind in jedem Fall systematische Aufzeichnungen, etwa in Form eines Beobachtungsbuches oder in digitaler Form.

## Allgemeines zur Beobachtung

### Wissenschaftstheoretische Grundlagen
Die Beobachtung erfährt eine zentrale Aufmerksamkeit in der Wissenschaftstheorie. Es herrscht dort jedoch keine theoretische Einigkeit. Bereits 1887 war für die Soziologie Ferdinand Tönnies und ausgearbeiteter dann in den 1930er Jahren der Wiener Kreis für alle empirische Wissenschaft davon ausgegangen, dass sich empirische Sätze („Protokollsätze“) und (von Axiomen abgeleitete) Theoriesätze trennen lassen. Protokollsätze halten demnach Beobachtungen fest, theoretische Sätze erlauben dann Fragestellungen an die Befunde und werden eventuell von diesen widerlegt.
Diese Annahmen wurden ab den 1940er Jahren so durch Pierre Duhem und Willard Van Orman Quine zurückgewiesen. Ihnen zufolge kann es keine theoriefreie Beobachtung geben („Duhem-Quine-These“). Man hat auch von einer Unterdeterminierung der Beobachtungsdaten oder Evidenz gesprochen. Im Kontext der Wahrnehmungstheorie hat dies eine Entsprechung in der Kritik u. a. von Wilfrid Sellars an einem „Mythos des Gegebenen“. Thomas Samuel Kuhn radikalisierte derartige Positionen zu der These, dass dann auch kein vollständig rationalisierbarer theorieübergreifender Disput über „rein empirische Beobachtungsdaten“ möglich sei. Wissenschaftstheorien, die eine Objektivität der Wissenschaft nicht nur für unerreichbar, sondern das Streben danach für schädlich halten, beurteilen Beobachtungen nach anderen Vorgaben. Andere Wissenschaftstheoretiker, wie z. B. Bas van Fraassen, beschränken den Begriff des Beobachtbaren auf das ohne Hilfsmittel Wahrnehmbare. Die so definierte Beobachtbarkeit sei ein theorieunabhängiger Begriff, dessen Grenzen innerhalb der empirischen Wissenschaften bestimmt werden.

### Unterscheidungsmerkmale von Beobachtungen
Direkte oder indirekte Beobachtung
Bei direkter Beobachtung wird der Beobachtungsgegenstand unmittelbar zu einem bestimmten Zeitpunkt erfasst. Bei indirekter Beobachtung wird nicht das Geschehen selbst erfasst, sondern nur dessen Spuren und Auswirkungen.
Vermittelte oder unvermittelte Beobachtung
Vermittelte Beobachtungen verwenden ein Aufzeichnungsgerät zur Speicherung und späteren Analyse des Beobachtungsinhaltes. Mögliches Problem der medienspezifischen Selektion, mögliche Veränderung der ‚natürlichen‘ Situation. Die unvermittelte Beobachtung nützt keine technischen Hilfsmittel bei der Beobachtung, es werden lediglich Notizen angefertigt, ggf. nachträglich. Ein mögliches Problem ergibt sich durch die selektive Wahrnehmung des Beobachters.
Beobachtung mit oder ohne Manipulation unabhängiger Variablen
mit Manipulation unabhängiger Variablen: Datenerfassung durch Beobachtung bei experimentellen und quasiexperimentellen Designs; ohne Manipulation unabhängiger Variablen steht demgegenüber für die reine Beobachtung.
Quantitative oder qualitative Formen
Stark strukturierte Beobachtungsformen arbeiten eher quantitativ (etwa das Abzählen von Autos an einer Kreuzung, Erfassung der Passanten in einer Einkaufsstraße). Jedoch sind viele Beobachtungsverfahren eher qualitativ, etwa die (gegebenenfalls teilnehmende) Beobachtung eines Ethnologen eines Regentanzes in einer ‚fremden‘ Kultur oder die Beobachtungen eines Soziologen in einer Gerichtsverhandlung.
Beteiligt oder unbeteiligt
Der Standpunkt/die Sichtweise des Beobachters ist/ist nicht Teil des beobachteten Systems.

## Beobachtung in Naturwissenschaft und Technik
Beobachtungen sind hier meistens mit Messungen oder Zählungen verbunden, können sich aber auch auf die reine Feststellung von Phänomenen beschränken – beispielsweise in der Biologie, Astronomie oder Geologie. Manchmal erfolgen indirekte Beobachtungen, etwa wenn das Phänomen nicht mehr selbst feststellbar ist, aber Spuren hinterlassen hat. In seltenen Fällen kann auch die Befragung von zufälligen Beobachtern oder die phänomenologische Interpretation den Charakter von Beobachtungen annehmen.

### Beobachtungserfordernisse und Beispiele
Wichtige Erfordernisse für wissenschaftliche Zwecke sind die verlässliche Dokumentation und die kritische Überprüfung der Daten, bei Messungen auch die Prüfung auf Widerspruchsfreiheit und örtliche sowie zeitliche Repräsentativität.
Typische Beispiele einzelner Fachgebiete sind
- Beobachtung physikalischer und chemischer Phänomene in der Natur oder im Labor
- Beobachtung von Himmelskörpern und ihrer Strahlung (beobachtende Astronomie)
- Untersuchung geologischer Strukturen, ihrer Zusammenhänge und Veränderungen
- Beobachtungen von Wetter und Klima
- Erfassung von Pflanzen- und Tierarten hinsichtlich Verbreitung, Verhalten usw.
- Bakteriologische und Medizinische Untersuchungen
- Beobachtung des Verhaltens technischer Bauteile, Geräte oder der Stabilität von Gebäuden
- Verhalten mathematischer Funktionen, Modelle oder Computerprogramme
- In der Kybernetik die Beobachtung zweiter Ordnung.

### Spezielle Beobachtungsorte
Sofern Beobachtungen nicht direkt in freier Natur erfolgen, sind dafür oft spezielle Standorte erforderlich. In der Reihenfolge der obigen Fachgebiet sind dies beispielsweise:
- physikalische oder chemische Labors
- Sternwarten, Beobachtungsplätze von Astrovereinen, wissenschaftliche Erdsatelliten
- Ausbisse, Geländestufen, geologische Störungen
- Wetterwarten und -Schiffe, Radarstationen
- Sitzwarten, Vogelwarten usw.
- Medizinische Labors, Arztpraxen
- Versuchsanstalten und Forschungsinstitute, technische Prüfstellen

### Messungen
Im Gegensatz zur reinen Beobachtung – die hauptsächlich Phänomene feststellen oder klassifizieren – zielen Messungen auf quantitative Aussagen über den beobachteten Gegenstand oder Vorgang. Die gemessenen Größen beziehen sich auf eine klar definierte Maßeinheit (absolute Messung) oder einen Vergleich (Relativmessung).
Das Messergebnis gilt als verlässliche Aussage über ein Objekt, wenn es auf Genauigkeit und Widerspruchsfreiheit geprüft ist. Meist wird auch eine Aussage über die Größe möglicher Messfehler angestrebt, die prinzipiell unvermeidlich sind. Messungen in physikalischen und technischen Fachgebieten sind genau auf denkbare systematische Fehlerquellen in den Messmethoden zu prüfen. Solche Analysen gehören zur Auswertung der Messungen dazu und werden vielfach durch Methoden der mathematischen Statistik abgesichert. Die gebräuchlichste Qualitätsaussage zu einer Messung ist die Standardabweichung (statistischer mittlerer Fehler).
Ein häufiges, oft schwer erkennbares Problem ist jenes von systematischen Fehlern, die durch wechselnde Methoden- oder Umwelteinflüsse sowie die messenden Personen verursacht sind. Bei Vorgängen oder Phänomenen in der Natur ist möglichst auch die örtliche oder zeitliche Repräsentativität zu prüfen.
Die meisten naturwissenschaftlich-technische Messgrößen sind geometrischer oder physikalischer Natur, beispielsweise
- geometrisch und zeitlich: Längenmessung (im Detail meist Winkel- und Entfernungsmessung), ihre Änderungen (Geschwindigkeitsmessung) und verschiedene Zeitmessungen
- physikalisch: beispielsweise Temperaturen (z. B. Oberflächen-, Wasser- und Lufttemperatur), Strahlung (nach Art und Stärke), elektrische Spannungs- und Strommessung bzw. Magnetfeld- und Ladungs-Messungen.
- weitere (spezifische) Messmethoden sind u. a. in der Chemie, der Teilchenphysik, der Geografie oder der Fotometrie zu finden.
- Auch Zählungen können den Charakter einer Messung haben, beispielsweise beim Teilchenstrom aus dem Weltall (kosmische Strahlung, Sonnenwind usw.), bei der Zählung reflektierter Photonen oder bei fotochemischen Reaktionen.

### Zufällige Beobachtungen
Viele Erkenntnisse in Naturwissenschaft und Technik entstanden aus unbeabsichtigten oder zufälligen Beobachtungen, etwa
- Naturphänomene wie Wetterumschwung, Erdbeben, Bergsturz, Blitzeinschlag
- astronomische Erscheinungen wie Feuerkugeln, Meteorfälle, Veränderliche Sterne und Nebel, Novae, Sonnenfinsternisse usw.
- Beobachtungen im Tierreich wie Revierkämpfe, Wanderungsbewegungen, Insekten- und Vogelschwärme
- Zufallserfindungen, technische Defekte, Einsturz von Bauwerken
- unbekannte Erkrankungen und Seuchen

## Beobachtung in der Sozialforschung
Beobachtung ist neben der Befragung und der Inhaltsanalyse eine wichtige Methode der Sozialwissenschaften. Mit ihr soll soziales Verhalten erfasst werden. Beobachtung bezeichnet Methoden des systematischen Verfolgens von sozialer Interaktion unter Zuhilfenahme von eigenen Notizen, Protokollen oder medialer Aufzeichnungen.
Die Beobachtung wird differenziert
- nach dem Grad der Strukturiertheit, als unstrukturiert, teilstrukturiert, vollstrukturiert,
- nach dem Grad der Natürlichkeit der Beobachtungssituation in Feld oder Labor,[2]
- ob teilnehmend oder nicht-teilnehmend,
- ob offen oder verdeckt.

Gelegentlich werden noch zwei weitere Dimensionen der Beobachtung angeführt.
- Objekt der Beobachtung, als Selbst- oder Fremdbeobachtung,
- indirekt oder über Medien oder direkt im Kontakt mit den Beobachteten stehend.

### Strukturierte und unstrukturierte Beobachtung
- Unstrukturierte Beobachtung: Es werden nur ein grober Rahmen und Leitlinien sowie nur wenige Beobachtungskategorien vorgegeben. Dadurch bleibt eine gewisse Flexibilität und Offenheit des Beobachters für den Beobachtungsgegenstand.
- Strukturierte Beobachtung: Es wird ein festes Beobachtungsschema angewandt. Hierfür muss ein Merkmals- oder Kategoriensystem erstellt werden.

### Teilnehmende und nichtteilnehmende Beobachtung
- teilnehmende Beobachtung
  - aktiv: Der Beobachter ist in der Gruppe, die er beobachtet, selbst aktiv. Er besitzt eine „Alltags“rolle im sozialen Feld. Es besteht jedoch die Gefahr des „going native“, also der Vertrautheit und Identifizierung mit dem beobachteten Geschehen. Damit wird die Objektivität der Beobachtung gefährdet und könnte zu verfälschten Ergebnissen führen, die dann nicht mehr valide (gültig) sind.
  - passiv: Der Beobachter ist anwesend, hat jedoch eine unbedeutende Rolle im Feld, zum Beispiel die eines Besuchers.
- nicht-teilnehmende Beobachtung: Der Beobachter ist nicht unmittelbar anwesend, er bewertet die Gruppe oder die Personen ohne persönlich einzugreifen. Dies ist etwa bei einer Videoaufzeichnung der Fall.

### Offene und verdeckte Beobachtung
- offene Beobachtung: Der Beobachter gibt sich den Probanden als Beobachter zu erkennen. Ein mögliches Problem der offenen Beobachtung ist Reaktivität und das Auftreten sozialer Erwünschtheit.
- Verdeckte Beobachtung: Der Beobachter gibt sich nicht als solcher zu erkennen. Eine verdeckte Beobachtungsmethode ist das Mystery Shopping. Die verdeckte Beobachtung wirft besonders nachdrücklich wissenschaftsethische Fragen auf.

### Mischformen
Es sind einige Mischformen hervorzuheben.
- Offen nicht-teilnehmende Beobachtung: Der Beobachter gibt sich gegenüber seinen Interaktionspartnern zu erkennen, nimmt aber nicht an der Situation teil (Videoaufzeichnung).
- Offen teilnehmende Beobachtung: Der Beobachter nimmt an der Situation teil und gibt sich auch gegenüber seinen Interaktionspartnern als Beobachter zu erkennen.
- Bei der verdeckt nicht-teilnehmenden Beobachtung: Der Beobachter versucht, unbemerkt zu bleiben und nicht einzugreifen.
- Verdeckt teilnehmende Beobachtung: Der Beobachter gibt sich gegenüber seinen Interaktionspartnern nicht als solcher zu erkennen (Spionagemethode mit Undercover-Agent oder berühmten Beobachtungen von Günter Wallraff). Die wissenschaftsethische Frage wird hier völlig offenkundig; verdeckt teilnehmend beobachtet auch der Geheimagent oder der Kriminelle, der einen Banküberfall vorbereitet.

### Feldbeobachtung und Laborbeobachtung
- Feldbeobachtung: die Beobachtung erfolgt in einer natürlichen sozialen Situation. Die Feldbeobachtung ermöglicht die langfristige Untersuchung der Auswirkungen von nicht durch den Beobachter manipulierbare Variablen und im Rahmen eines komplexen sozialen Geschehens.
- Beobachtung im Labor: Die Beobachtung erfolgt in einer künstlich hergestellten Situation.

## Zu einzelnen sozialwissenschaftlichen Fächern

### Ethnologie
Wo die Befragung große Probleme aufwirft, etwa wenn Forscher und Erforschte unterschiedlichen Kulturen angehören, ist die Beobachtung der Königsweg zur Erforschung von sozialem Handeln und Verhalten.

### Soziologie
Dies gilt auch für die Soziologie, wenn der Forschungsgegenstand heikel ist oder Forscher und Erforschte einander stark milieufremd sind. In der Soziologie spielt der Begriff „Beobachtung“ als anders gefasster Fachbegriff in der Systemtheorie eine Rolle.

### Psychologie
In der Psychologie wird eigens zwischen Fremd- und Selbstbeobachtung unterschieden. Bei der Fremdbeobachtung werden fremde Verhaltensweisen beobachtet, bei der Eigen- und Selbstbeobachtung (auch Introspektion) werden eigenes Verhalten, eigene Gefühle und Gedanken beobachtet.

### Beobachtung als Forschungsmethode
Um in der Wissenschaft Studien, Analysen und Statistiken aufstellen und später publik machen zu können, muss ein Thema zunächst untersucht werden. Eine Forschungsmethode, die beim Ermitteln von empirischen Daten hilft, ist die Beobachtung.

#### Arten von Beobachtung
Selbstbeobachtung
Durch Interviews (geleitete Selbstbeobachtung) oder durch Antworten auf Fragen von Fragebögen (standardisiert geleitete Selbstbeobachtung) können Selbsteinschätzungen erhoben werden. Das Führen von Tagebüchern stellt eine Methode der Selbstbeobachtung und des Sich-selbst-Auskundschaftens dar. Diese Quellen stellen wertvolle subjektive Angaben dar, wo Fragen durch Interviews oder Fragebögen nicht weiterhelfen. Die vielfach gebräuchliche Unterscheidung von sogenannten subjektiven und objektiven Daten ist nicht hilfreich. Wie etwa sollen Wahrnehmungen, Erinnerungen, Gedanken oder Gefühle anders als subjektiv zur Kenntnis gegeben werden? Das besagt natürlich noch nicht, ob diese Angaben auch plausibel sind. Die Erinnerung etwa an ein Unfallgeschehen kann von verschiedenen Beteiligten und Zeugen ganz unterschiedlich ausfallen.
Durch Erwartungen der betroffenen Personen, sind die Ergebnisse nicht objektiv und häufig durch Wunschvorstellungen verfälscht.
Fremdbeobachtung 
Im Gegensatz zur Selbstbeobachtung macht sich eine andere Person ein Bild von der beobachteten Sache bzw. von dem beobachteten Gegenstand. Verschiedene Beobachter können einzelnen Themen innerhalb eines Sachgebiets unterschiedliche Beachtung bzw. Aufmerksamkeit schenken, die Schwerpunkte verschieden setzen, sodass die Ergebnisse einen auslesenden oder typisierenden Charakter erhalten. Durch Beachten der Regel der gleichschwebenden Aufmerksamkeit können Daten eher auf neutrale Art und Weise gewonnen werden. Das Erheben von Daten über vergangene objektive Ereignisse oder subjektive Erlebnisweisen wird als Erheben einer Anamnese bezeichnet. Hierbei sind Protokollvorschriften zu beachten, um Übersicht über die erhaltene Datenmenge zu gewährleisten. Skepsis ist wegen der subjektiv auslesenden bzw. typisierenden Beobachtung gegenüber berichtenden Fremdbeobachtern seit der Antike geläufig.
Gelegenheitsbeobachtung
Der Beobachter wartet auf eine von ihm schon erwartete Situation oder Gegebenheit. Die Repräsentativität des Ergebnisses ist jedoch kritisch zu sehen. Denn die Wahrscheinlichkeit, dass die Situation wiederholt auftritt oder im gleichen Maße auftritt ist gering.
Systematische Beobachtung
oder auch wissenschaftliche Beobachtung dient zur Gewinnung von empirischen Daten. Sie wird von geschulten Personen in einem inszenierten Beobachtungsraum durchgeführt. Diese Personen sollten über den Fokus des zu analysierenden Forschungsthemas nicht bis ins Detail vertraut sein, um Neutralität und Unvoreingenommenheit zu wahren. Grundvoraussetzung für die empirische Erfassung von Daten und deren Auswertung sind folgende Gütekriterien: Wird ein Ergebnis von mehreren Personen gleich wahrgenommen, so ist die Objektivität gesichert. Die Reliabilität ist ebenfalls Voraussetzung, denn alle Ergebnisse sollten genau gemessen und zuverlässig sein. Sind die Daten objektiv und reliabel erhoben worden, so sind sie als Ergebnis in der Praxis gültig (Validität).
Unsystematische Beobachtung
oder auch Alltagsbeobachtung ist eine mehr zufällige Wahrnehmung ohne Absicht und Plan, die sich auf das gesamte Geschehen und nicht auf Details richtet. Sie ist ohne exakte Festlegung was, wann, wie und wo beobachtet wird.